# Шматуха, Александр Дмитриевич
Александр Дмитриевич Шматуха — советский хозяйственный и государственный деятель, лауреат Государственной премии СССР за выдающиеся достижения в труде.

## Биография
Родился в 1938 году на территории современной Томской области. Член КПСС.
В 1957—1961 годах — военнослужащий Советской армии.
В 1961—1991 годах — токарь, бригадир токарей цеха номер 2 завода «Амурлитмаш» Министерства станкостроительной и инструментальной промышленности СССР.
Лучший токарь Минстанкопрома СССР (1978). Отличник социалистического соревнования Министанкопрома СССР.
За творческую активность, большой личный вклад в дело повышения эффективности машиностроительного производства был в составе коллектива удостоен Государственной премии СССР за выдающиеся достижения в труде 1982 года.
Делегат XVII съезда профсоюзов СССР.
Жил в Комсомольске-на-Амуре.

## Награды
- Орден Октябрьской Революции
- Орден Трудового Красного Знамени (20.04.1971)